# 東近江市立湖東中学校
東近江市立湖東中学校（ひがしおうみしりつ ことうちゅうがっこう）は、滋賀県東近江市横溝町にある公立中学校。

## 沿革
- 1947年（昭和22年） - 東押立村立東押立中学校・西押立村立西押立中学校・豊椋村立豊椋中学校が創立
- 1948年（昭和23年） - 組合立湖東中学校として認可
- 1953年（昭和28年） - 校歌の制定
- 1954年（昭和29年） - 3村の合併によって湖東町となったことにより、湖東町立湖東中学校に改称
- 1966年（昭和41年） - 統計コンクール全国大会で、特選に入選する
- 1976年（昭和51年） - 新校舎起工式
- 2005年（平成17年）2月 - 1市4町の合併によって東近江市となったことにより、東近江市立湖東中学校に改称

## 教育目標
めざす生徒像
こころもからだも丈夫な生徒
ともに輝き、生きる生徒
うんと努力する生徒
先頭をとって「ことう」である。

## 通学区域
旧湖東町の全域
- 東近江市立湖東第一小学校
- 東近江市立湖東第二小学校
- 東近江市立湖東第三小学校

## その他
旧湖東町の町名は、湖東平野に位置することとともに、湖東中学校の校名が地域に浸透していたことが由来となっている。